# Židovský hlas pro mír
Židovský hlas pro mír (anglicky Jewish Voice for Peace) je náboženská organizace ve Spojených státech amerických.
Posláním je úsilí pro mír na celém území Palestiny. Podle svých internetových stránek se organizace dokonce profiluje jako antisionistická.
Organizaci založili v roce 1996 scenárista Tony Kushner (* 1956) a lingvista, veřejně známý intelektuál a aktivista Noam Chomsky (* 1928) jako hnutí amerických Židů, kritických vůči politice státu Izrael a jeho příznivců v USA.